# Канченджанга (фильм)
«Канченджанга» (бенг. কাঞ্চনজঙ্ঘা) — индийский фильм Сатьяджита Рая, снятый в 1962 году.

## Сюжет
Действие фильма происходит на курорте Дарджилинг около Канченджанги.
Герои фильма — богатая семья из Калькутты. Отец Индранат планирует устроить брак младшей дочери Мониши с богатым женихом Пранабом и ожидает от него предложения.
Мониша замкнута и не делится своими чувствами ни с кем, о чём беспокоится её мать.
Их старшая дочь Анима замужем, но семья несчастна. Она тоже вышла замуж по воле родителей, а не по любви, и имеет связь на стороне. Её муж Шанкар узнаёт об этом и предлагает развод. Они решают сохранить семью ради дочери.
Родители встречаются с учителем их сына, который представляет им своего молодого безработного племянника Ашока с целью пристроить последнего. С ним также знакомится Мониша.
Ашок отказывается от предложения работать у Индраната.
Пранаб предлагает Монише не спешить с браком и определиться.
Мониша приглашает Ашока в их дом в Калькутте.

## В ролях
- Чхаби Бисвас — Индранат Рой
- Каруна Баннерджи — Лабанья, жена Индраната
- Анил Чаттерджи — Анил, сын
- Алакананда Рой — Мониша, младшая дочь
- Анубха Гупта — Анима, старшая дочь
- Арун Мукерджи — Ашок, молодой человек из Калькутты
- Субатра Сен — Шанкар, муж Анимы

## Интересные факты
- Это первый фильм Сатьяджита Рея снятый в цвете.
- Диалоги в фильме ведутся на смеси бенгальского и английского языков.
- Во время всего действия стоит туманная погода. Туман рассеивается лишь к концу фильма.